# 莫拉斯 (加利福尼亞州)
莫拉斯（英語：Molus）是位於美國加利福尼亞州蒙特雷縣的一個非建制地區。該地的面積和人口皆未知。

## 地理
莫拉斯的座標為36°28′35″N 121°23′39″W / 36.47639°N 121.39417°W，而該地的平均海拔高度為51米（即167英尺）。